# Гармоні (Род-Айленд)
Гармоні (англ. Harmony) — переписна місцевість (CDP) в США, в окрузі Провіденс штату Род-Айленд. Населення — 1036 осіб (2020).

## Географія
Гармоні розташоване за координатами 41°53′58″ пн. ш. 71°36′33″ зх. д. / 41.89944° пн. ш. 71.60917° зх. д. (41.899366, -71.609131).  За даними Бюро перепису населення США в 2010 році переписна місцевість мала площу 7,63 км², з яких 7,57 км² — суходіл та 0,06 км² — водойми.

## Демографія
Згідно з переписом 2010 року, у переписній місцевості мешкало 985 осіб у 383 домогосподарствах у складі 266 родин. Густота населення становила 129 осіб/км².  Було 474 помешкання (62/км²).
Расовий склад населення:
| - 97,2 % — білих - 1,1 % — чорних або афроамериканців - 0,8 % — азіатів - 0,1 % — корінних американців |

До двох чи більше рас належало 0,7 %. Частка іспаномовних становила 2,0 % від усіх жителів.
За віковим діапазоном населення розподілялося таким чином: 21,5 % — особи молодші 18 років, 65,4 % — особи у віці 18—64 років, 13,1 % — особи у віці 65 років та старші. Медіана віку мешканця становила 44,0 року. На 100 осіб жіночої статі у переписній місцевості припадало 100,2 чоловіків;  на 100 жінок у віці від 18 років та старших — 105,0 чоловіків також старших 18 років.
Середній дохід на одне домашнє господарство  становив 87 458 доларів США (медіана — 82 857), а середній дохід на одну сім'ю — 89 940 доларів (медіана — 81 563). За межею бідності перебувало 1,4 % осіб, у тому числі 0,0 % дітей у віці до 18 років та 6,3 % осіб у віці 65 років та старших.
Цивільне працевлаштоване населення становило 519 осіб. Основні галузі зайнятості: роздрібна торгівля — 29,7 %, освіта, охорона здоров'я та соціальна допомога — 16,8 %, науковці, спеціалісти, менеджери — 9,8 %, мистецтво, розваги та відпочинок — 8,7 %.